# Plavidlo

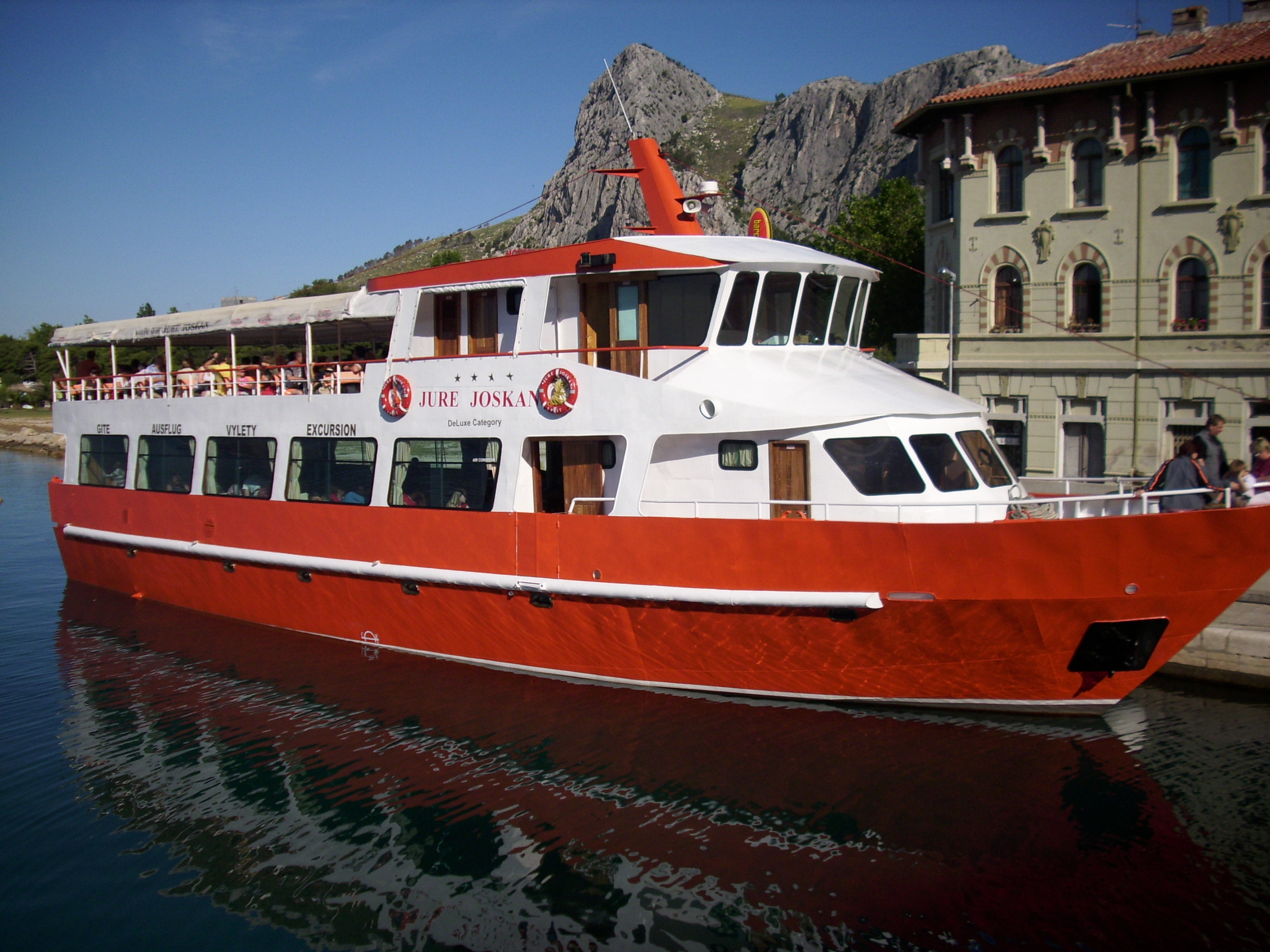
Ukázka plavidla

Plavidlo je plovoucí těleso určené pro službu nebo umístění na vodě, např. pro přepravu nákladů a osob nebo nesení různých strojů a zařízení. Mezi plavidla podle českého Zákona o vnitrozemské plavbě patří lodě, malá plavidla, plovoucí stroje, plovoucí zařízení a jiná ovladatelná plovoucí tělesa, mezi něž patří například vory. Mezi plavidla se podle mezinárodní smlouvy COLREG řadí i obojživelná vozidla, hydroplány, bezvýtlaková plavidla (na vzduchovém polštáři nebo podvodních křídlech) atd.